# 648

648(육백사십팔)은 647보다 크고 649보다 작은 자연수다.

## 수학
- 합성수로, 그 약수는 총 20개다. (1, 2, 3, 4, 6, 8, 9, 12, 18, 24, 27, 36, 54, 72, 81, 108, 162, 216, 324, 648)
  - 648의 진약수의 합은 1167이므로, 648은 과잉수다.
- 8번째 아킬레스 수다. 앞의 아킬레스 수는 500, 다음은 675다.
- {\displaystyle 648=117+145+176+210}
  - 연속하는 네 오각수의 합으로 나타낼 수 있는 수다. 이 성질을 지닌 앞의 수는 530, 다음 수는 778이다.
- {\displaystyle 648=3^{6}-3^{4}}
- {\displaystyle 53^{6}-1}은 648로 나누어떨어진다.

## 과학
- NGC 648: 고래자리 방향에 있는 은하.

## 교통

### 철도
- 서울 지하철 6호선 신내역의 역번호.

### 도로
- 아우토반 648호선(독일어판, 영어판): 헤센주 내를 관통하는 독일의 고속도로.
- 현도 제648호선

## 군사
- U-648(영어판): 제2차 세계 대전에 사용된 나치 독일의 군용 잠수함.

## 문화유산
- 대한민국의 보물 제648호: 승자총통

## 기타
- 연도: 648년, 기원전 648년